# Rien que des mensonges (film, 1991)
Pour les articles homonymes, voir Rien que des mensonges.
Pour plus de détails, voir Fiche technique et Distribution.
Rien que des mensonges est un film français réalisé par Paule Muret, sorti en 1991.

## Fiche technique
- Titre français : Rien que des mensonges
- Réalisation : Paule Muret
- Scénario : Paule Muret et Jean-François Goyet
- Photographie : Renato Berta
- Montage : Catherine Quesemand
- Musique : Stéphane Delplace
- Production : Jean-Bernard Fetoux et Bruno Pésery
- Pays d'origine :  France
- Format : couleurs - 1,85:1
- Durée : 86 minutes
- Date de sortie : 1991

## Distribution
- Fanny Ardant : Muriel
- Alain Bashung : Adrien, amant de Muriel, écrivain
- Jacques Perrin : Antoine, mari de Muriel, éditeur
- Stanislas Carré de Malberg : Basile, fils de Muriel et Antoine
- Christine Pascal : Lise, amie de Muriel
- Alexandra Kazan : Jo, amie de Muriel, ancienne compagne d'Adrien
- Jean-Pierre Malo : ami de Muriel, attiré par elle
- Dominique Besnehard : le  détective
- Bernard Schmitt
- Bruno Todeschini : le peintre, homme saoul dans le restaurant